# Meer van Guerlédan
Het Meer van Guerlédan is een stuwmeer in Frankrijk, in de gemeenten Saint-Aignan en Sainte-Brigitte van het departement Morbihan en in de gemeenten Caurel, Saint-Gelven en Guerlédan (voorheen Mûr-de-Bretagne) van het departement Côtes-d'Armor.  
Het is ontstaan in 1923-1930 door het afdammen van de rivier de Blavet voor de bouw van een hydro-elektrische centrale. Het meer is 12 km lang en tot 45 m diep en heeft een oppervlakte van 304 ha. Het is het grootste zoetwatermeer van Bretagne.
Door de aanleg zijn negen leisteengroeven en een deel van het Kanaal Nantes-Brest met 17 sluizen ondergelopen.
Sinds 1957 dient het ook als drinkwaterbuffer en werd het toerisme ontwikkeld.

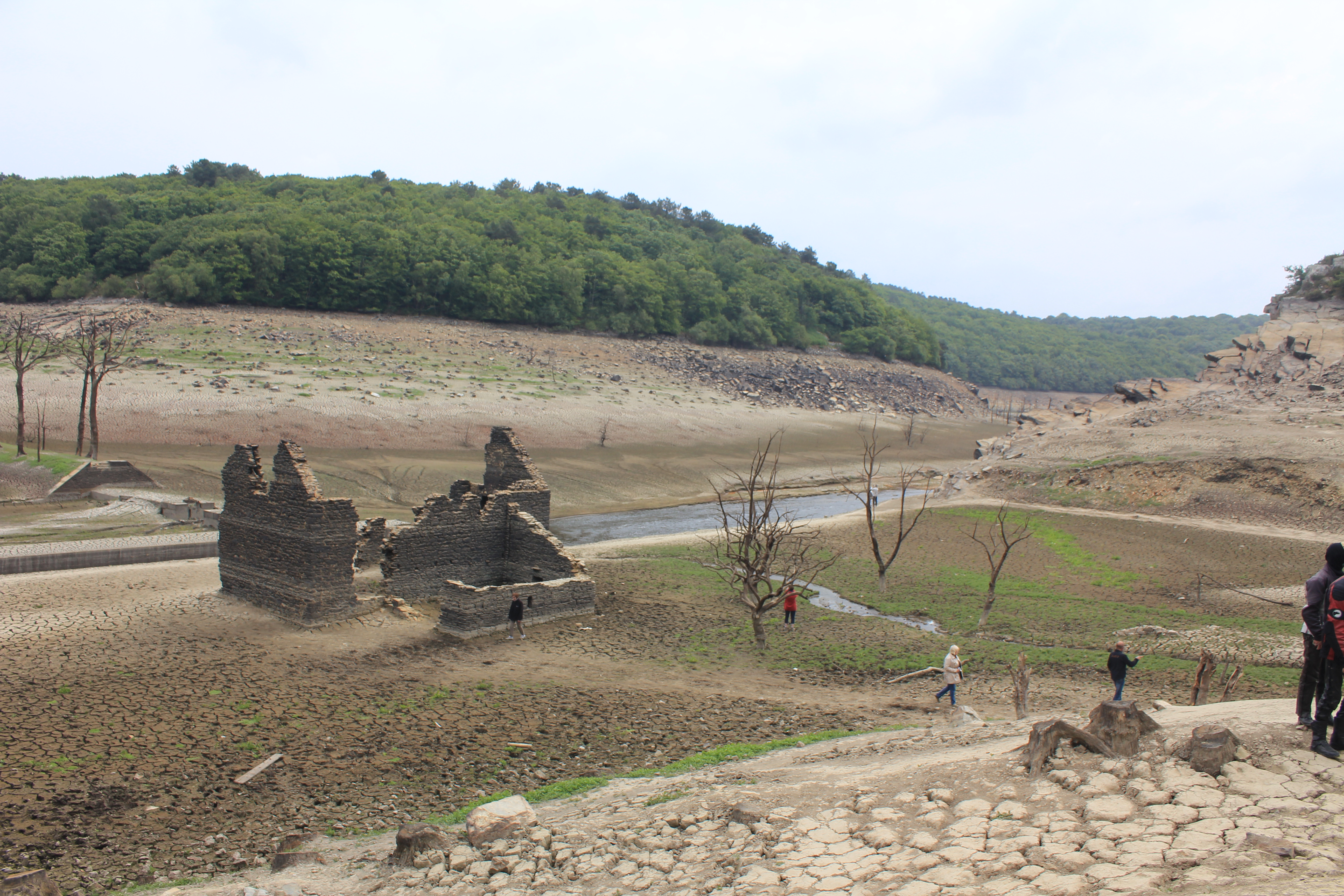
Drooglegging van het meer in juni 2015, waarbij de restanten van een sluis en een sluiswachtershuis en versteende bomen zichtbaar werden